# UCI-BMX-Racing-Weltcup 2025
Der UCI-BMX-Racing-Weltcup 2025 wird von Juli bis September des Jahres ausgetragen. Durch die Union Cycliste Internationale werden bei sechs Rennen an drei Standorten die Weltcup-Sieger im BMX-Rennsport ermittelt. Es finden wie in den Vorjahren Wettbewerbe für die Kategorien Elite und U23 bei Männern wie Frauen statt.

## Termine
Der Terminkalender wurde Ende September 2024 veröffentlicht.
- Sarrians: 14. und 15. Juni
- Papendal: 21. und 22. Juni
- Santiago del Estero: 20. und 21. September

## Männer
| # | Datum         | Ort                 | Erster        | Zweiter          | Dritter       |
| - | ------------- | ------------------- | ------------- | ---------------- | ------------- |
| 1 | 14. Juni      | Sarrians            | Arthur Pilard | Izaac Kennedy    | Sylvain André |
| 2 | 15. Juni      | Sarrians            | Sylvain André | Arthur Pilard    | Izaac Kennedy |
| 3 | 21. Juni      | Papendal            | Rico Bearman  | Mitchel Schotman | Sylvain André |
| 4 | 22. Juni      | Papendal            | Ross Cullen   | Cameron Wood     | Sylvain André |
| 5 | 20. September | Santiago del Estero |               |                  |               |
| 6 | 21. September | Santiago del Estero |               |                  |               |

## Frauen
| # | Datum         | Ort                 | Erste          | Zweite          | Dritte        |
| - | ------------- | ------------------- | -------------- | --------------- | ------------- |
| 1 | 14. Juni      | Sarrians            | Zoé Claessens  | Saya Sakakibara | Molly Simpson |
| 2 | 15. Juni      | Sarrians            | Molly Simpson  | Beth Shriever   | Daleny Vaughn |
| 3 | 21. Juni      | Papendal            | Laura Smulders | Saya Sakakibara | Zoé Claessens |
| 4 | 22. Juni      | Papendal            | Beth Shriever  | Saya Sakakibara | Molly Simpson |
| 5 | 20. September | Santiago del Estero |                |                 |               |
| 6 | 21. September | Santiago del Estero |                |                 |               |

## Männer U23
| # | Datum         | Ort                 | Erster        | Zweiter             | Dritter        |
| - | ------------- | ------------------- | ------------- | ------------------- | -------------- |
| 1 | 14. Juni      | Sarrians            | Jason Noordam | Alexis Pieczanowsky | Jesse Asmus    |
| 2 | 15. Juni      | Sarrians            | Jason Noordam | Jesse Asmus         | Pierre Geisse  |
| 3 | 21. Juni      | Papendal            | Jason Noordam | Casper Pipers       | Mathis Jacquet |
| 4 | 22. Juni      | Papendal            | Joshua Jolly  | Jason Noordam       | Casper Pipers  |
| 5 | 20. September | Santiago del Estero |               |                     |                |
| 6 | 21. September | Santiago del Estero |               |                     |                |

## Frauen U23
| # | Datum         | Ort                 | Erste            | Zweite               | Dritte         |
| - | ------------- | ------------------- | ---------------- | -------------------- | -------------- |
| 1 | 14. Juni      | Sarrians            | Michelle Wissing | Marie Favrel         | Emily Hutt     |
| 2 | 15. Juni      | Sarrians            | Michelle Wissing | Emily Hutt           | Lily Greenough |
| 3 | 21. Juni      | Papendal            | Michelle Wissing | Renske van Santvoort | Lily Greenough |
| 4 | 22. Juni      | Papendal            | Michelle Wissing | Renske van Santvoort | Domenica Mora  |
| 5 | 20. September | Santiago del Estero |                  |                      |                |
| 6 | 21. September | Santiago del Estero |                  |                      |                |